# Przegląd Europejski
Przegląd Europejski – polskie czasopismo naukowe z dziedziny europeistyki, ukazujące się od 2000 r., początkowo jako półrocznik, zaś od 2013 r. jako kwartalnik. Wydawcą pisma jest Uniwersytet Warszawski. Za jego kształt merytoryczny odpowiada Wydział Nauk Politycznych i Studiów Międzynarodowych, zaś stroną dystrybucyjną itd. zajmują się Wydawnictwa UW. Cyfrowa wersja czasopisma dostępna jest w internecie bezpłatnie na zasadzie otwartego dostępu. 
Recenzowane publikacje w Przeglądzie Europejskim mają wartość 70 punktów (2025 r.).

## Redakcja
Redaktorem naczelnym pisma jest dr hab. Marta Witkowska, prof. UW, zaś jego zastępcami dr hab. Wojciech Lewandowski i dr Kamil Ławniczak. 

## Struktura
Pismo składa się z czterech działów, wyodrębnionych w każdym numerze:
- teoria i metodologia studiów europejskich
- prawo, instytucje i polityka Unii Europejskiej
- historia, kultura i społeczeństwa europejskie
- impresje europejskie (recenzje, noty, sprawozdania, prace studenckie)[4].